# Stinson Beach
Stinson Beach ist ein census-designated place (CDP) in Marin County im US-Bundesstaat Kalifornien mit 541 Einwohnern (Stand: 2020). Der kleine Ort liegt direkt an der kalifornischen Pazifikküste, rund 39 Autominuten nordwestlich der Golden Gate Bridge. Wegen seiner Nähe zu San Francisco ist der Sandstrand von Stinson Beach ein bei Einheimischen wie Touristen beliebtes Ausflugsziel. Unweit des Ortes liegen weitere touristische Anziehungspunkte wie Muir Beach, Mount Tamalpais und das Muir Woods National Monument. Seit dem Jahr 1905 ist der Strand von Stinson Beach der Zielort für das Dipsea Race, dem ältesten Traillauf der Vereinigten Staaten.

## Geschichte
Vor Beginn der mexikanischen Kolonisierung lag der Ort im Siedlungsgebiet der Küstenmiwok, einem Indianervolk, das ursprünglich große Gebiete nördlich des heutigen San Francisco bewohnte. Für das Jahr 1866 ist ein Landkauf von Nathan H. Stinson belegt, der dem Ort später seinen Namen lieh. Im Jahr 1870 wurde eine Landstraße gebaut, die Stinson Beach mit dem weiter südöstlich gelegenen Sausalito verband und damit auch Anschluss an die Fährverbindung nach San Francisco schuf. Einen großen Aufschwung nahm Stinson Beach in der Folge des verheerenden Erdbebens von San Francisco im Jahr 1906, in dessen Folge sich zahlreiche ehemalige Bewohner San Franciscos am Ort ansiedelten. Das erste Postamt von Stinson Beach wurde im Jahr 1916 eröffnet. Im Jahr 1939 wurde das Gebiet an Marin County verkauft. 1950 fiel es an den Staat Kalifornien und seit 1977 wird es vom National Park Service verwaltet.

## Bevölkerung
Beim United States Census 2010, einer Volkszählung zum Stichtag 1. April 2010, 632 Einwohner ermittelt. Mit weitem Abstand größte Bevölkerungsgruppe sind die Weißen mit einem Anteil von 92,1 %. Hinzu kommen 5,2 % Hispanics oder Latinos, 2,4 % Mischlinge, 2,2 % Asiaten, 2,2 % indigener Abstammung und 0,5 % Afroamerikaner.
Diese verteilen sich auf 339 Haushalte. Von den Haushalten weisen lediglich 14,5 % eigene Kinder im Alter von unter 18 Jahren auf. 39,5 % der Haushalte bestehen aus verheirateten Paaren unterschiedlichen Geschlechts, 4,1 % bestehen aus alleinstehenden Frauen und 2,9 % aus alleinstehenden Männern. 2,4 % der Bewohner von Stinson Beach leben in gleichgeschlechtlichen Partnerschaften zusammen. Mit 32,2 % weisen fast ein Drittel der Haushalte Bewohner im Alter von über 65 Jahren auf.

## Bekannte Bewohner (Auswahl)
- Elmer Collett (1966–), ehemaliger American-Football-Spieler
- Richard Jencks (1921–2014), ehemaliger Präsident des CBS, lebte mit seiner Frau rund 15 Jahre in Stinson Beach, bevor beide ins nahegelegene Mill Valley umzogen
- James Grant (1924–1997), Bildhauer und Maler, arbeitete von den 1980ern bis zu seinem Tod in seinem Studio in Stinson Beach